# Dhammapada
Le Dhammapada (en pāli devanagari : धम्मपद (Dhammapada) ; en sanskrit : धर्मपद (Dharmapada) ; traduction française : Vers du Dharma ou Stances de la Loi), est l'un des textes du Tripitaka, le canon bouddhique pāli. Il fait partie du Khuddaka Nikāya. Il se compose de 423 brèves sentences portant sur les principaux points de l'enseignement du Bouddha Shakyamuni, réunis en vingt-six groupes.

## Présentation

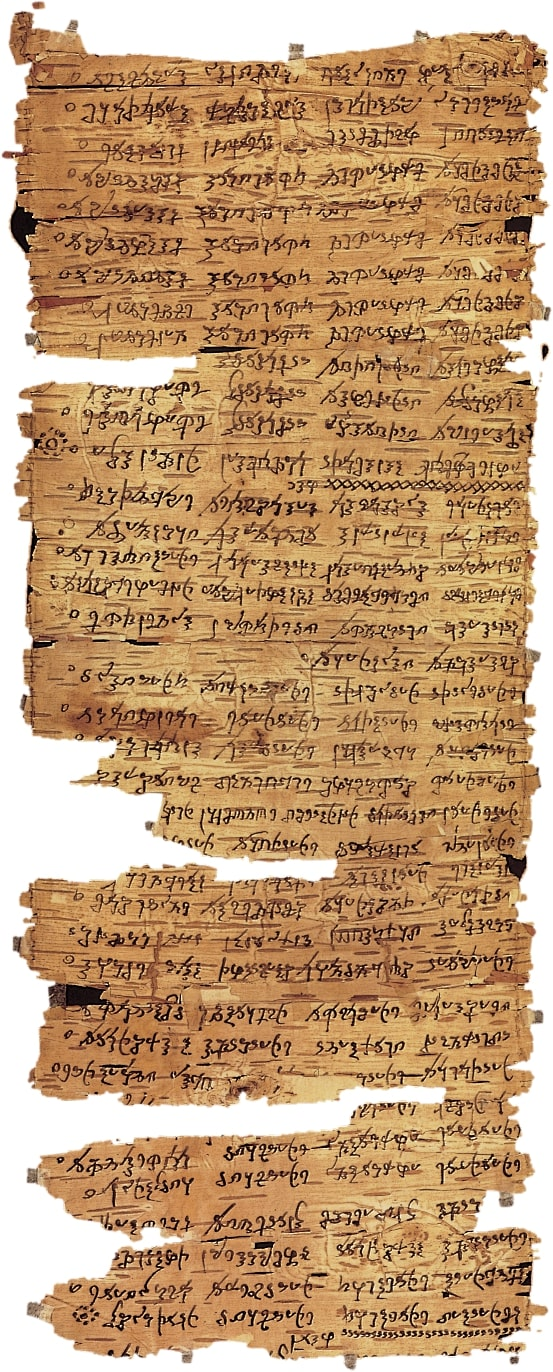
Manuscrit du Dhammapada (Vers sur la Loi) en gandhari. BNF.

Le Dhammapada est le deuxième volume du Khuddaka Nikāya. Il s'agirait d'un des plus anciens textes bouddhiques qui nous soit parvenu.
Les vers du Dhammapada sont courts, percutants, que l'on peut aisément mémoriser, ce qui a rendu l'ouvrage très populaire. Le texte est en général en pāli. Cependant, la mission Dutreuil de Rhins a acquis dans la dernière décennie du XIXe siècle en Asie centrale, un manuscrit, incomplet, du Dhammapada en langue gāndhārī, copié en caractères kharosthi. Il est daté entre la fin du Ier siècle av. J.-C. et la fin du IIIe siècle de notre ère.
Le Dhammapada est sans doute le plus célèbre des recueils qui composent le canon bouddhique pâli, contenu dans le Tripitaka (« trois corbeilles »), ensemble qui réunit les discours et les enseignements du Bouddha historique. Il s'agit ici du Sutta Pitaka, l'exposé de la doctrine (dharma). Ces Écritures forment la base du bouddhisme.
Le Dhammapada est un ensemble de 423 aphorismes et sentences classés en vingt-six chapitres. Ils se passent presque d'interprétation, bien que de nombreux commentaires en aient été faits.
Le Dhammapada est composé à partir des paroles et entretiens du Bouddha lui-même. Il représente la part fondamentale de la morale bouddhiste, la loi qui régit la discipline individuelle et collective des adeptes de la philosophie du Bouddha.
Selon Denis Huisman et Marie-Agnès Malfray, « parfois naïves, toujours rapportées à un comportement mental et intellectuel humain visant à la sagesse suprême, à l'éveil (bodhi) menant au nirvana, les sentences du Dhammapada constituent la seule règle de vie possible. C'est l'ouvrage le plus lu de la littérature bouddhique ».

## Chapitres
Le Dhammapada est composé de 423 versets ou stances répartis en 26 groupes :
1. Versets conjugués (20 versets)
2. Versets sur la vigilance (12)
3. Versets sur le cœur (11)
4. Versets sur les fleurs (16)
5. Versets sur les fous (16)
6. Versets sur le sage (14)
7. Versets sur l'Arahat (10)
8. Versets sur les mille (13)
9. Versets sur le mal (16)
10. Versets sur le châtiment (17)
11. Versets sur la vieillesse (11)
12. Versets sur le moi (10)
13. Versets sur le monde (12)
14. Versets sur le Bouddha (18)
15. Versets sur le bonheur (12)
16. Versets sur les affections (12)
17. Versets sur la colère (14)
18. Versets sur les impuretés (21)
19. Versets sur le juste (17)
20. Versets sur le sentier (17)
21. Versets divers (16)
22. Versets sur les états malheureux (14)
23. Versets sur l'éléphant (14)
24. Versets sur la soif (26)
25. Versets sur le Bhikkhou (23)
26. Versets sur le Brāhmane (41)

## Extraits
- « Jamais la haine n'éteint les haines en ce monde. Par l'amour seul les haines sont éteintes. C'est une ancienne loi. » (Verset 5)[6]
- « En vérité l'insensé fait le mal et ne le sait pas : par ses propres actes l'insensé est dévoré comme par le feu. » (Verset 136)
- « S'abstenir de faire le mal, cultiver le bien, purifier son esprit, voici l'Enseignement des bouddhas. » (Verset 183)
- « Un jugement précipité n'est pas la marque d'un esprit précis. » (Verset 256)

#### Traductions en français (par ordre chronologique)
- P. S. Dhammarama ((Préface d'André Bareau)), « Dhammapada. Texte et traduction », Bulletin de l'École française d'Extrême-Orient, vol. 51, no 2,‎ 1963, p. 237-319 (lire en ligne)
- André Chédel, (texte en pâli avec la traduction de Dhammapada. Les vers de la doctrine du Bouddha, Paris, Dervy, 1976, 136 p.  (ISBN 978-2-850-76025-9)
- Guy Serraf, Dhammapada. Précédé d'une introduction à la pensée bouddhique, Verdun, Louise Courteau, 1988, 136 p.  (ISBN 2-892-39077-X)
- Salim Michaël et Michèle Michaël (traduction de l'anglais), Le Dhammapada, Paris, Guy Trédaniel, 1990  (ISBN 978-2-871-28004-0)
- René Joly (Centre d'études dharmiques de Gretz), Les Dits du Bouddha. Le Dhammapada, Paris, Albin Michel, coll. « Spiritualités vivantes » (no 207), 2004 (1re éd. 1993), 240 p. (ISBN 978-2-226-15172-8)
- Jean-Pierre Osier (traduction inédite du pâli, présentation et notes), Dhammapada. Les stances de la Loi, Paris, Flammarion, coll. « GF » (no 849), 1997, 226 p. (ISBN 978-2-080-70849-6)
- Lê DONG, Dhammapada. La Voie du Bouddha, Paris, Le Seuil, coll. « Points Sagesses », 2002, 182 p.  (ISBN 978-2-020-51650-1)

#### Traduction en anglais
- (en + pi) Sarvepalli Radhakrishnan, The Dhammapada. With Introductory Essays, Pali Text, English Translation and Notes, Delhi, Oxford University Press India, 1997 (1re éd. 1950), 202 p. (ISBN 978-0-195-64080-9, lire en ligne)

- (en + pi) John Ross Carter & Mahinda Palihawadana, The Dhammapada. A New English Translation, with the Pali Text and First English Translation of the Commentary's Explanation of the Verses, Oxford, Oxford University Press, 1987, 523 p. (ISBN 978-0-195-04162-0)
- (en) John Ross Carter & Mahinda Palihawadana, Dhammapada: The Sayings of the Buddha, Oxford, Oxford University Press, 2008, 84 p. (ISBN 978-0199-55513-0)

#### Études
- André Bareau, En suivant Bouddha, Paris, Le Félin, 2000, 299 p.  (ISBN 978-2-866-45364-0)

#### Commentaires
- Eugene Watson Burlingame (trad.), Buddhist Legends - Translated from the original Pali text of the Dhammapada commentary, Harvard University press, Cambridge, 1921 (3 vol.)
- Mirra Alfassa (« La Mère »), Commentaires sur le Dhammapada, Sri Aurobindo Ashram, Pondichéry, 1974 (OCLC 2438052)